# Tatjana Gsovsky
Tatjana Gsovsky (ou Tatiana Gsovsky ; Татьяна Татьяна Васильевна Гзовская, Tatjana Wassiljewna Gsowskaja, née Issatschenko Исаченко le 18 mars 1901 et morte le 29 septembre 1993, est une danseuse et chorégraphe de ballet de renommée internationale, maîtresse de ballet à l'Opéra national de Berlin, au Teatro Colón, au Deutsche Oper Berlin et à l'Opéra de Francfort. Enseignante influente, on se souvient d'elle pour ses premières chorégraphies d'œuvres de compositeurs contemporains comme Boris Blacher, Werner Egk, Hans Werner Henze, Giselher Klebe, Luigi Nono et Carl Orff. Son parcours artistique lui fait traverser l'Europe, et les bouleversements de ce continent au XXe siècle.

## Biographie

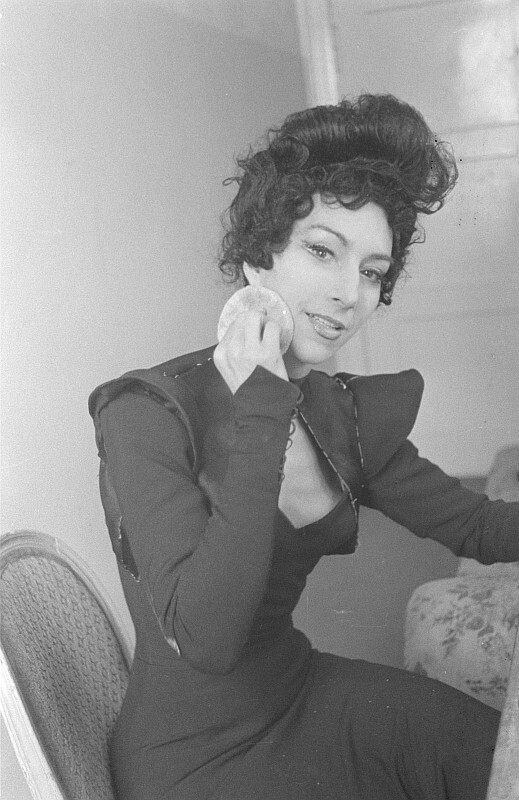
Portrait en 1946

Tatjana Issatschenko naît à Moscou en 1901, fille d’une actrice et danseuse, Claudia Issatschenko, née Baronne Eggert von Eckhofen. Elle étudie l'histoire de l'art. Elle se forme au ballet dans l'atelier d'Isadora Duncan à Saint-Pétersbourg, puis auprès d'autres danseurs, notamment auprès de Olga Preobrajenska et à Hellerau,,.
Après la Révolution d'Octobre, elle  travaille comme professeur de ballet à Krasnodar, où elle rencontre Victor Gsovsky. Ils se marient et émigrent à Berlin en 1924. Ils créent dans cette ville une école de danse en 1928. Durant le régime nazi, des lois successives contingentent, dans les années 1930, la présence d’élèves juifs dans les écoles de danse. Le couple Gsovsky contourne ces contraintes en proposant aux élèves concernés des cours de compensation aux cours professionnels auxquels ils ne peuvent plus accéder. En 1937, Victor et Tatiana Gsovsky gagnent la France. Son mari ouvre une école de danse à Paris en 1938. Elle a toutefois la possibilité d’enseigner en Allemagne, au Deutsche Meisterstätten  fur Tanz, durant la saison 1940/1941, à la suite d'un changement de directeur et de programme pédagogique, asservi les années précédentes à une conception de l'art se voulant aryenne. Mais cette ouverture est de courte durée. Elle a aussi quelques opportunités pour monter des spectacles en dehors de la capitale allemande. Elle conçoit ainsi la chorégraphie de la création de Catulli Carmina de Carl Orff en 1943 à Leipzig.
Après la Seconde Guerre mondiale, elle revient en Allemagne à l'invitation de l'administration militaire soviétique. Elle est, de 1945 à 1951, maîtresse de ballet à l'Opéra national de Berlin, situé sur le territoire d'influence soviétique à Berlin-Est, où elle crée une nouvelle compagnie à partir de 1949. Elle travaille principalement dans le style néoclassique. Elle combine des techniques de l'école de ballet classique russe avec des figures de danse libre et le désir d'une liberté d'expression maximale. Elle cultive l’érotisme féminin comme le mysticisme, suscitant l’émotion dramatique, puisant volontiers son inspiration dans les mythes et la littérature, privilégiant les compositeurs contemporains. Se voyant interdire par les autorités de RDA, la mise en scène de ballets sur des musiques, par exemple, d'Igor Stravinsky et exiger une adhésion au style du réalisme socialiste, elle et une partie de la compagnie de ballet s'installent dans le secteur ouest de Berlin. En 1952, elle présente en première mondiale le ballet de Hans Werner Henze, L'Idiot, d'après le roman de Fiodor Dostoïevski. De 1952 à 1953, elle occupe cette même fonction de maitresse de ballet au Teatro Colón de Buenos Aires. De 1953 à 1966, elle est au Deutsche Oper Berlin (alors à Berlin-Ouest) et de 1959 à 1966 à l'Opéra de Francfort. En 1955, Gsovsky fonde le Berliner Ballett, une troupe qui tourne en Europe interprétant du Tanztheater (danse-théâtre) moderne sur une base classique,,. Elle meurt à Berlin en 1993.